# Deutsche Gesellschaft für Arbeitsmedizin und Umweltmedizin
Die Deutsche Gesellschaft für Arbeitsmedizin und Umweltmedizin e. V. (DGAUM) ist eine gemeinnützige, wissenschaftlich-medizinische Fachgesellschaft mit Sitz in München.

## Publikationsorgan
Publikationsorgan der DGAUM ist die Fachzeitschrift Arbeitsmedizin Sozialmedizin Umweltmedizin (ASU). ASU ist die führende deutschsprachige Fachzeitschrift für die gesamte Arbeitsmedizin und informiert Betriebsärzte, Arbeitsmediziner und alle an der betrieblichen Prävention Beteiligten über aktuelle Themen aus Forschung und Praxis. Vertreter und Mitglieder der DGAUM publizieren regelmäßig wissenschaftliche Forschungsergebnisse und Praxisbeiträge zu arbeits- und umweltmedizinischen Themen. Als langjähriger Organpartner ist die DGAUM verantwortlich für die Auswahl der Beiträge der Rubrik "Wissenschaft".

## Arbeitsgruppen
Es gibt folgende Arbeitsgruppen, die bestimmte Themen wissenschaftlich bearbeiten und Stellungnahmen und Empfehlungen herausgeben:
- Arbeitsphysiologie
- Atemwege/Lunge
- Epidemiologie
- Gefahrstoffe
- Lehre
- Psychische Gesundheit bei der Arbeit
- Umweltmedizin

## Leitlinienarbeit
Innerhalb der DGAUM werden bereits seit vielen Jahren Leitlinien zu arbeitsmedizinischen und umweltmedizinischen Sachverhalten erarbeitet. Darüber hinaus beteiligt sich die DGAUM auch an Leitlinien, die unter  der Federführung anderer Fachgesellschaften erstellt werden (z. B. Nationale Versorgungsleitlinien, Tabakabhängigkeit). Der Arbeitskreis Leitlinien berät den Vorstand der DGAUM insbesondere auch bei der Auswahl geeigneter  Leitlinien-Themen, wobei die Häufigkeit oder Bedeutung von  Fragestellungen in der betriebsärztlichen bzw. umweltmedizinischen  Praxis wesentliche Kriterien darstellen. Die unter Federführung der DGAUM erstellten Leitlinien lassen sich grob vier Gruppen zuordnen:
1. Diagnostik und Begutachtung von Berufskrankheiten (z. B. asbestbedingte Erkrankungen)
2. Betriebsärztliche Tätigkeit bzw. arbeitsmedizinische Vorsorge bei „Arbeiten unter Einwirkung von Gefahrstoffen“ (z. B. Blei, Quecksilber)
3. (Diagnostische) Verfahren (z. B. Bestimmung der Herzratenvariabilität, Oberflächenelektromyographie)
4. Bewertung besonderer Gefährdungen (z. B. Klima, Händigkeit)[1]

Die Leitlinien der Gesellschaft werden auch im Rahmen des AWMF-Leitlinienprogramms veröffentlicht.